# Deutsche Public Relations Gesellschaft
Die Deutsche Public Relations Gesellschaft e. V. (DPRG) ist eine berufsständische Vereinigung für Kommunikationsmanager und Public-Relations-Fachleute in Deutschland in der Rechtsform eines eingetragenen Vereins. Sie hat ihren Sitz in Berlin und vertritt rund 2.200 Mitglieder.

## Geschichte
Die DPRG wurde am 8. Dezember 1958 in Köln gegründet. Zum Kreis der Gründer gehörten vor allem Leiter von Pressestellen einflussreicher Industrieunternehmen. Erster Präsident wurde Carl Hundhausen (Krupp), ihm folgten 1960 Sven von Müller (Esso AG) sowie ab 1961 Albert Oeckl (BASF).

## Profil und Selbstverständnis
Über Jahrzehnte hinweg war die DPRG der größte Branchenverband der Kommunikationsbranche in Deutschland. Im Jahr 2005 machte ihm der kurz zuvor gegründete Bundesverband der Kommunikatoren (BdKom) die Position streitig. Die DPRG versteht sich im Gegensatz zum BdKom als Berufsverband für PR-Fachleute insgesamt (also auch für Mitarbeiter aus Agenturen oder z. B. Hochschulen, nicht nur solche aus Unternehmen, Verbänden und politischen Organisationen).
Die DPRG definiert PR wie folgt:
"Öffentlichkeitsarbeit/Public Relations vermittelt Standpunkte und ermöglicht Orientierung, um den politischen, den wirtschaftlichen und den sozialen Handlungsraum von Personen oder Organisationen im Prozess öffentlicher Meinungsbildung zu schaffen und zu sichern. Öffentlichkeitsarbeit/Public Relations plant und steuert dazu Kommunikationsprozesse für Personen und Organisationen mit deren Bezugsgruppen in der Öffentlichkeit. Ethisch verantwortliche Öffentlichkeitsarbeit/Public Relations gestaltet Informationstransfer und Dialog entsprechend der freiheitliche-demokratischen Wertordnung und im Einklang mit geltenden PR-Codizes. Öffentlichkeitsarbeit/Public Relations ist Auftragskommunikation. In der pluralistischen Gesellschaft akzeptiert sie Informationsgegensätze. Sie vertritt die Interessen ihrer Auftraggeber im Dialog informativ und wahrheitsgemäß, offen und kompetent. Sie soll Öffentlichkeit herstellen, die Urteilsfähigkeit von Dialoggruppen schärfen, Vertrauen aufbauen und stärken und faire Konfliktkommunikation sichern. Sie vermittelt beiderseits Einsicht und bewirkt Verhaltenskorrekturen. Sie dient dem demokratischen Kräftespiel."
Zentrale Anliegen des Vereins sind systematischer Erfahrungsaustausch, Nachwuchsförderung und Qualitätssicherung.
Die Vereinsmitglieder sind verpflichtet, sich an die international vereinbarten PR-Ethikkodizies Code de Lisbonne und Code d’Athènes zu halten. Gemeinsam mit der Gesellschaft Public Relations Agenturen e. V. (GPRA) und dem Bundesverband der Kommunikatoren (BdKom) ist die DPRG seit 1987 Träger des Deutschen Rates für Public Relations (DRPR), einer Einrichtung zur freiwilligen Selbstkontrolle der PR-Fachleute.
Der Verein verleiht zahlreiche Preise, darunter den Internationalen Deutschen PR-Preis, den DPRG Wissenschaftspreis für herausragende Abschlussarbeiten und den Praxispreis DPRG JuniorAWARD.
International ist die DPRG über die Mitgliedschaft in der den international tätigen Verbänden Global Alliance for Public Relations and Communication Management (GA) und International Public Relations Association (IPRA) verknüpft.

## Struktur
Präsidentin der DPRG ist Sabine Clausecker. Sie steht dem dreizehnköpfigen Gremium vor.
Geografisch gliedert sich die DPRG in Landes- und Regionalgruppen, die sich in Größe, Aktivität und Einfluss stark unterscheiden. Daneben existieren verschiedene Arbeitskreise und Fachgruppen zu Themen wie „Digitale Transformation“, „Interne Kommunikation, Change und Leadership“,„Gesundheitskommunikation“ oder „Krisen- und Issues-Management“.